# Hypocacia fruhstorferi
Hypocacia fruhstorferi là một loài bọ cánh cứng trong họ Cerambycidae.